# Manuel Vidrio
Manuel Vidrio Solís (nacido el 23 de agosto de 1972 en Teocuitatlán de Corona, Jalisco) es un exfutbolista mexicano que jugaba de defensa. Jugó para Club Deportivo Guadalajara, Deportivo Toluca, Tecos de la UAG, Pachuca Club de Fútbol, Club Atlético Osasuna y Tiburones Rojos de Veracruz.

## Trayectoria
Debutó el 15 de septiembre de 1991 con las Chivas Rayadas de Guadalajara, en un partido ante los Correcaminos de la UAT, siempre se caracterizó por ser un defensa central recio, de perfil derecho con entrada fuerte. Permaneció en el equipo rayado hasta 1996, año en que pasa al Deportivo Toluca. Jugó el Torneo Invierno 1996 y en 1997 con los Diablos, después pasa a los Tecos de la UAG de 1997 a 1998. En el Invierno 1999 llega a Pachuca donde se establece y es titular indiscutible, siendo su única interrupción un paso fugaz por Osasuna de España en donde no tuvo éxito. Con los Tuzos del Pachuca fue campeón en 1999, 2001 y 2003
Con la Selección Nacional jugó el Campeonato Mundial 2002, aunque después prácticamente desapareció del ámbito internacional.
Fue director técnico del equipo de Segunda división del Pachuca, el cual llevó al campeonato, hasta que el "Vasco" Javier Aguirre lo llamó a formar parte de su cuerpo técnico en la Selección mexicana de fútbol en abril de 2009 para la Copa de Oro de la Concacaf, las eliminatorias para la Copa Mundial de Fútbol 2010 y hasta ser eliminados de la misma, por Argentina. También formó parte del cuerpo técnico de Javier Aguirre en el Real Zaragoza. El 17 de diciembre de 2012 fue nombrado director técnico del equipo Estudiantes Tecos de la Liga Ascenso MX.

## Estadísticas

### Clubes
La siguiente tabla detalla los encuentros disputados y los goles marcados en los clubes en los que ha militado.
| C.D. Guadalajara · México |               |               |     |    |    |    |    |     |     |    |
| 1.ª | 1991-92       | 22            | 0   | 4  | 0  | -  | -  | 26  | 0   |    |
| 1.ª | 1992-93       | 34            | 0   | -  | -  | -  | -  | 34  | 0   |    |
| 1.ª | 1993-94       | 32            | 0   | -  | -  | -  | -  | 32  | 0   |    |
| 1.ª | 1994-95       | 38            | 2   | 1  | 0  | -  | -  | 39  | 2   |    |
| 1.ª | 1995-96       | 33            | 5   | 5  | 0  | -  | -  | 38  | 5   |    |
| Total club | Total club    | 149           | 7   | 10 | 0  | -  | -  | 159 | 7   |    |
| Deportivo Toluca · México |               |               |     |    |    |    |    |     |     |    |
| 1.ª | 1996-97       | 24            | 1   | 5  | 0  | -  | -  | 29  | 1   |    |
| Total club | Total club    | 24            | 1   | 5  | 0  | -  | -  | 29  | 1   |    |
| Tecos U.A.G. · México |               |               |     |    |    |    |    |     |     |    |
| 1.ª | 1997-98       | 21            | 1   | -  | -  | -  | -  | 21  | 1   |    |
| 1.ª | 1998-99       | 13            | 0   | -  | -  | -  | -  | 13  | 0   |    |
| Total club | Total club    | 34            | 1   | -  | -  | -  | -  | 34  | 1   |    |
| Pachuca C.F. · México |               |               |     |    |    |    |    |     |     |    |
| 1.ª | 1998-99       | 14            | 1   | -  | -  | -  | -  | 14  | 1   |    |
| 1.ª | 1999-00       | 39            | 1   | -  | -  | 2  | 0  | 41  | 1   |    |
| 1.ª | 2000-01       | 36            | 5   | -  | -  | 6  | 0  | 42  | 5   |    |
| 1.ª | 2001-02       | 33            | 2   | -  | -  | 7  | 1  | 40  | 3   |    |
| 1.ª | 2002-03       | 17            | 0   | -  | -  | -  | -  | 17  | 0   |    |
| 1.ª | 2003-04       | 33            | 1   | -  | -  | 6  | 0  | 36  | 1   |    |
| 1.ª | 2004-05       | 20            | 1   | -  | -  | 3  | 1  | 23  | 2   |    |
| 1.ª | 2005-06       | 1             | 0   | -  | -  | -  | -  | 1   | 0   |    |
| Total club | Total club    | 193           | 11  | -  | -  | 21 | 2  | 214 | 13  |    |
| C.A. Osasuna · España |               |               |     |    |    |    |    |     |     |    |
| 1.ª | 2002-03       | 5             | 1   | 0  | 0  | -  | -  | 5   | 1   |    |
| Total club | Total club    | 5             | 1   | 0  | 0  | -  | -  | 5   | 1   |    |
| C.D. Veracruz · México |               |               |     |    |    |    |    |     |     |    |
| 1.ª | 2005-06       | 5             | 0   | 2  | 1  | -  | -  | 7   | 1   |    |
| 1.ª | 2006-07       | 0             | 0   | -  | -  | -  | -  | 0   | 0   |    |
| Total club | Total club    | 5             | 0   | 2  | 1  | -  | -  | 7   | 1   |    |
| Total carrera | Total carrera | Total carrera | 410 | 21 | 17 | 1  | 21 | 2   | 448 | 24 |
| (1)Incluye datos de la Copa México e InterLiga (2006). (2)Incluye datos de la Copa Campeones CONCACAF (2000, 2002 y 2004), Copa Merconorte (2000) y Copa Libertadores (2005). |               |               |     |    |    |    |    |     |     |    |

## Selección nacional

### Categorías menores
Sub-23
| Torneo                   | Sede   | Resultado    | Partidos |
| ------------------------ | ------ | ------------ | -------- |
| Juegos Olímpicos de 1992 | España | Primera fase | 3        |

### Absoluta
Debutó bajo las órdenes de Miguel Mejía Barón el 22 de septiembre de 1993.
Participaciones en torneos internacionales
| Competición                | Sede                                 | Resultado        | Partidos |
| -------------------------- | ------------------------------------ | ---------------- | -------- |
| Copa Rey Fahd 1995         | Arabia Saudita                       | Tercer lugar     | 1        |
| Copa América 1995          | Uruguay                              | Cuartos de final | 3        |
| Copa América 2001          | Colombia                             | Subcampeón       | 4        |
| Clasificación Mundial 2002 | Norteamérica, Centroamérica y Caribe | Clasificado      | 4        |
| Copa Mundial FIFA 2002     | Corea del Sur y Japón                | Octavos de final | 4        |

Partidos internacionales
| #  | Fecha                    | Rival             | Sede              | Estadio                           | Resultado | Competición                |
| -- | ------------------------ | ----------------- | ----------------- | --------------------------------- | --------- | -------------------------- |
| 1  | 29 de junio de 1993      | Costa Rica        | San José          | Estadio La Sabana                 | 2 - 0     | Amistoso                   |
| 2  | 22 de septiembre de 1993 | Camerún           | Los Ángeles       | Memorial Coliseum                 | 1 - 0     | Amistoso                   |
| 3  | 13 de octubre de 1993    | Estados Unidos    | Washington        | Robert F. Kennedy                 | 1 - 1     | Amistoso                   |
| 4  | 14 de diciembre de 1994  | Hungría           | Ciudad de México  | Estadio Azteca                    | 5-1       | Amistoso                   |
| 5  | 13 de enero de 1995      | Nigeria           | Riad              | Estadio Rey Fahd                  | 1 - 1     | Copa Rey Fahd 1995         |
| 6  | 1 de febrero de 1995     | Uruguay           | San Diego         | Jack Murphy Stadium               | 1 - 0     | Amistoso                   |
| 7  | 18 de junio de 1995      | Estados Unidos    | Washington        | Robert F. Kennedy                 | 0 - 4     | Copa USA                   |
| 8  | 2 de junio de 1995       | Colombia          | Chicago           | Robert F. Kennedy                 | 0 - 0     | Copa USA                   |
| 9  | 9 de julio de 1995       | Venezuela         | Maldonado         | Estadio Domingo Burgueño Miguel   | 3 - 1     | Copa América 1995          |
| 10 | 13 de julio de 1995      | Uruguay           | Montevideo        | Estadio Centenario                | 1 - 1     | Copa América 1995          |
| 11 | 17 de julio de 1995      | Estados Unidos    | Payandú           | Estadio Parque Artigas            | 0 - 0     | Copa América 1995          |
| 12 | 11 de octubre de 1995    | Arabia Saudita    | Los Ángeles       | Memoriel Coliseum                 | 2-1       | Amistoso                   |
| 13 | 16 de noviembre de 1995  | Yugoslavia        | Monterrey         | Estadio Tecnológico               | 1-4       | Amistoso                   |
| 14 | 6 de diciembre de 1995   | Eslovenia         | Ciudad de México  | Estadio Olímpico Universitario    | 1 - 2     | Amistoso                   |
| 15 | 29 de mayo de 1996       | Japón             | Fukuoka           | Estadio Level-5                   | 2 - 3     | Copa Kirin 1996            |
| 16 | 15 de julio de 2001      | Paraguay          | Santiago de Cali  | Estadio Pascual Guerrero          | 0 - 0     | Copa América 2001          |
| 17 | 18 de julio de 2001      | Perú              | Cali              | Estadio Olímpico Pascual Guerrero | 0 - 1     | Copa América 2001          |
| 18 | 22 de julio de 2001      | Chile             | Pereira           | Estadio Hernán Ramírez Villegas   | 2 - 0     | Copa América 2001          |
| 19 | 25 de julio de 2001      | Uruguay           | Pereira           | Estadio Hernán Ramírez Villegas   | 2 - 1     | Copa América 2001          |
| 20 | 23 de agosto de 2001     | Liberia           | Veracruz          | Luis "Pirata" Fuente              | 5 - 4     | Amistoso                   |
| 21 | 2 de septiembre de 2001  | Jamaica           | Kingston          | Independence Park                 | 2 - 1     | Clasificación Mundial 2002 |
| 22 | 5 de septiembre de 2001  | Trinidad y Tobago | Ciudad de México  | Estadio Azteca                    | 1-1       | Clasificación Mundial 2002 |
| 23 | 7 de octubre de 2001     | Costa Rica        | San José          | Estadio Ricardo Saprissa Aymá     | 0-0       | Clasificación Mundial 2002 |
| 24 | 11 de noviembre de 2001  | Honduras          | Ciudad de México  | Estadio Azteca                    | 3 - 0     | Clasificación Mundial 2002 |
| 25 | 14 de noviembre de 2001  | España            | Huelva, España    | Nuevo Colombino                   | 1 - 0     | Amistoso                   |
| 26 | 13 de febrero de 2002    | Yugoslavia        | San Diego         | Qualcomm Stadium                  | 1-2       | Amistoso                   |
| 27 | 13 de marzo de 2002      | Albania           | San Diego         | Qualcomm Stadium                  | 4-0       | Amistoso                   |
| 28 | 3 de abril de 2002       | Estados Unidos    | Nueva Jersey      | Inviesco Field                    | 0-1       | Amistoso                   |
| 29 | 12 de mayo de 2002       | Colombia          | México, DF        | Azteca                            | 2-1       | Amistoso                   |
| 30 | 16 de mayo de 2002       | Bolivia           | San Francisco, CA | Candlestick Park                  | 1-0       | Amistoso                   |
| 31 | 3 de junio de 2002       | Croacia           | Niigata           | Stadium Big Swan                  | 1-0       | Copa Mundial FIFA 2002     |
| 32 | 9 de junio de 2002       | Ecuador           | Miyagi            | Estadio de Miyagi                 | 2-1       | Copa Mundial FIFA 2002     |
| 33 | 13 de junio de 2002      | Italia            | Ōita              | Estadio Ōita                      | 1 - 1     | Copa Mundial FIFA 2002     |
| 34 | 17 de junio de 2002      | Estados Unidos    | Jeonju            | Estadio Mundialista de Jeonju     | 0-2       | Copa Mundial FIFA 2002     |

Goles internacionales
| # | Fecha                | Rival   | Resultado | Competición |
| - | -------------------- | ------- | --------- | ----------- |
| 1 | 23 de agosto de 2001 | Liberia | 5-4       | Amistoso    |

## Palmarés

### Campeonatos nacionales
| Título          | Club         | País   | Año  |
| --------------- | ------------ | ------ | ---- |
| Torneo Invierno | Pachuca C.F. | México | 1999 |
| Torneo Invierno | Pachuca C.F. | México | 2001 |
| Torneo Apertura | Pachuca C.F. | México | 2003 |

### Campeonatos internacionales
| Título                  | Club         | País   | Año  |
| ----------------------- | ------------ | ------ | ---- |
| Copa Campeones CONCACAF | Pachuca C.F. | México | 2002 |